# Eugenio Giuseppe Conti
Eugenio Giuseppe Conti (Crema, 16 settembre 1842 – Milano, 1º gennaio 1909) è stato un pittore italiano.

## Biografia
Figlio del medico Bernardino e di Angela Ogliari, studiò pittura presso l'Accademia Carrara di Bergamo ed ebbe per maestro Enrico Scuri; nel 1864 si trasferì a Firenze e studiò con Antonio Ciseri, dal 1866 fu a Roma per frequentare l'Accademia nazionale di San Luca rimanendo nella bottega di Cesare Mariani fino al 1864. In gioventù fu legato ai patrioti garibaldini. Combatté nel 1866 come volontario tra i Garibaldini, compiendo gesta eroiche; fatto prigioniero dagli austriaci in Trentino, e incarcerato in Slovenia, poté tornare in patria solo a seguito di uno scambio di prigionieri.
In seguito nel 1874 visse tra Milano a Crema e sposò la cugina Zoe Fontana, da cui ebbe quattro figli, scoprendo grazie ad una famiglia dell'alta nobiltà il borgo di Lierna sul Lago di Como, dove trascorrerà poi numerosi anni in villeggiatura, trovando in quell'ambiente l'ispirazione per numerose opere.
Realizzò dipinti per le chiese di Vaiano Cremasco, Credera, San Giovanni Battista e Santa Maria della Croce a Crema, per palazzo Bonzi e villa Poma a Biella. Partecipò alla mostra industriale e artistica di Cremona, a un'analoga mostra di Torino e all'esposizione industriale milanese.
Nel 1901 venne nominato socio onorario dell'Accademia di Belle Arti di Brera.
È sepolto nel cimitero di Sergnano: sulla tomba è presente un medaglione di bronzo con il suo ritratto realizzato dallo scultore Alessandro Laforêt.
Conti fu spesso ospite con numerosi altri pittori di una nobile famiglia a Lierna sul Lago di Como, dove soggiornò nell'estate del 1908 realizzando la sua ultima opera, di grandi dimensioni, prima di morire: Il battello gira la punta a Lierna, dipinto En plein air dalla terrazza di una villa, dichiarando che fosse la più bella vista della sua vita. L'opera è oggi parte della collezione permanente del Museo civico di Crema e del Cremasco.

## Musei
- Museo civico di Crema e del Cremasco
- Museo dell'Ospedale Maggiore di Milano

## Esposizioni
- Esposizione universale di Parigi (1878)
- Esposizione Nazionale di Milano 1881
- Esposizione generale italiana del 1884
- Museo della Permanente, Milano 1885
- Esposizione triennale italiana di belle arti del 1900